# Rogslösa församling
Rogslösa församling var en församling i Linköpings stift inom Svenska kyrkan i Vadstena kommun. Församlingen uppgick 2006  i Dals församling.
Församlingskyrka var Rogslösa kyrka.

## Administrativ historik
Församlingen har medeltida ursprung. 
Församlingen var till 2006 moderförsamling i pastoratet Rogslösa och Väversunda som 1962 utökades med  Örberga, Nässja, Herrestads och Källstads församlingar, samt i perioden från 1962 till 1992 Strå församling. Församlingen uppgick 2006  i Dals församling.
Församlingskod var 058408.

## Kyrkoherdar
Lista över kyrkoherdar i Rogslösa församling. Prästbostaden låg vid Rogslösa kyrka.
| Ämbetstid | Namn                      | Levnadstid | Övrigt                    |
| --------- | ------------------------- | ---------- | ------------------------- |
| 1354–1363 | Nicolaus                  | –1395      |                           |
| 1411–1420 | Ingolffer                 |            |                           |
| 1435      | Torgillus                 |            |                           |
| 1515–1528 | Laurentius Petri          | –1528      |                           |
| 1529–1545 | Jonas Caroli (Joannes)    |            |                           |
| 1546–1552 | Jonas Laurentii           |            |                           |
| 1553      | Nils Tordonis             |            |                           |
| 1566–1612 | Laurentius Olavi          | 1538–1612  |                           |
| 1613–1650 | Magnus Laurentii          | 1578–1650  |                           |
| 1651–1664 | Johannes Fallerius        | 1608–1664  |                           |
| 1665–1682 | Nicolaus Collinus         | 1634–1682  |                           |
| 1683–1707 | Johannes Aschanius        | 1646–1707  |                           |
| 1709–1721 | Petrus Planander          | 1669–1721  |                           |
| 1722–1745 | Zacharias Torpadius       | 1678–1745  |                           |
| 1747–1774 | Per Wistrand              | 1703–1774  |                           |
| 1774–1789 | Sven Enelius              | 1728–1789  |                           |
| 1790–1807 | Johan Kraft               | 1748–1807  | Kontraktsprost och prost. |
| 1808–1827 | Jacob Ek                  | 1774–1827  | Prost.                    |
| 1828–1857 | Svante Gustaf Waennerberg | 1790–1857  | Prost.                    |
| 1858–1908 | Per Lundborg              | 1816–1908  | Kontraktsprost.           |
| 1909–1911 | Johan Ivar Blomberg       | 1851–1911  |                           |
| 1912–1917 | John Fredrik Holmberg     | 1866–1917  |                           |
| 1980–1984 | Paul Lundgren             | 1920–      | [ 5 ]                     |

### Predikanter i Borghamn
Predikanter vid kronoarbetsstationen i Borghamn.
| Ämbetstid | Namn                    | Levnadstid | Övrigt                                      |
| --------- | ----------------------- | ---------- | ------------------------------------------- |
| 1860-1870 | Nils Hedblom            | 1818-1889  | Senare komminister i Källstads församling.  |
| 1870-1878 | Carl Gustaf Nilsson     | 1837-1906  | Senare kyrkoherde i Östra Hargs församling. |
| 1878-1884 | Gustaf Adolf Linderstam | 1837-1896  | Senare kyrkoherde i Hagebyhöga församling.  |
| 1884-1895 | Ernst Ferdinand Sjöling |            | Senare kyrkoherde i Sunds församling.       |

## Klockare och organister[6]

### Klockare
| Verksam   | Namn                     | Levnadstid | Övrigt   |
| --------- | ------------------------ | ---------- | -------- |
|           | Måns Töresson            | –1697      | Klockare |
| 1687-1716 | Håkan Andersson          | -1716      | Klockare |
| 1716-1719 | Per Håkansson            | 1696-      | Klockare |
| 1719-1737 | Jonas Hasselberg         | 1662-1737  | Klockare |
| 1738      | Sven Danielsson          |            | Klockare |
| 1739-1741 | Jacob Aschling           | 1724-      | Klockare |
| 1771-1780 | Hans Lund                | 1697-1780  | Klockare |
| 1780-1820 | Sven Nilsson Wetterström | 1736-      | Klockare |

### Organister
| Verksam    | Namn                                       | Levnadstid   | Övrigt                        |
| ---------- | ------------------------------------------ | ------------ | ----------------------------- |
| 1654-1656  | Jöns Persson                               |              | Organist                      |
| 1660-talet | Per Andersson                              |              | Organist                      |
| 1684-1687  | Jöns Persson                               |              | Organist                      |
| 1694       | Jöns                                       |              | Organist                      |
| –1710      | Anders Andersson                           | –1710        | Organist                      |
| 1714       | Börje Svensson                             |              | Organist                      |
| 1722-1730  | Abraham Rotström (även Rotstrand och Roth) |              | Organist                      |
| 1734-1752  | Jonas Granstedt                            | ca 1708–1752 | Organist                      |
| 1752–1770  | Nils Högdahl                               | 1732–1782    | Organist                      |
| 1772-1820  | Johan Granstedt                            | 1747–1820    | Klockare och organist         |
| 1827-1850  | Carl Johan Carlholm                        | 1795-1850    | Klockare och organist         |
| 1850-1891  | Johan August Carlholm                      | 1831-1891    | Klockare och organist         |
| 1892-1914  | Anton Theodor Widén                        | 1856-1914    | Klockare, organist och lärare |
| -1923      | Axel Jonsson                               | 1881-        | Klockare, organist och lärare |
| 1939-1954  | Per Andersson                              | 1894-1954    | Klockare, organist och lärare |